# Sedat Bekdemir
Sedat Bekdemir (10 de junio de 1973) es un deportista turco que compitió en taekwondo. Ganó tres medallas en el Campeonato Europeo de Taekwondo entre los años 1992 y 1998.

## Palmarés internacional
| Campeonato Europeo | Campeonato Europeo       | Campeonato Europeo | Campeonato Europeo |
| Año                | Lugar                    | Medalla            | Categoría          |
| ------------------ | ------------------------ | ------------------ | ------------------ |
| 1992               | Valencia (España)        | Medalla de bronce  | –54 kg             |
| 1996               | Helsinki (Finlandia)     | Medalla de plata   | –58 kg             |
| 1998               | Eindhoven (Países Bajos) | Medalla de oro     | –58 kg             |